# SAP
SAP je německá softwarová firma se sídlem ve Walldorfu (Bádensko). Její produkty jsou z oblasti ERP. Název firmy vznikl ze zkratky „Systeme, Anwendungen, Produkte in der Datenverarbeitung“, což je analogicky anglicky „Systems - Applications - Products in data processing“. Do češtiny by se dalo přeložit jako Systémy - Aplikace - Produkty ve zpracování dat.

## Historie
Společnost SAP byla založena v roce 1972 pěti bývalými zaměstnanci IBM (Klaus Wellenreuther, Hans-Werner Hector, Klaus Tschira, Dietmar Hopp a Hasso Plattner) pod jménem „SAP Systemanalyse und Programmentwicklung“. V roce 2020 byl SAP zdaleka největší německou firmou s obratem 183 miliard EUR.

## Produkty
Její nejznámější produkt je SAP R/3 z řady mySAP produktů. Další produkt se nazývá „SAP NetWeaver“ a je to integrační platforma, která umožňuje vytváření internetově orientované řešení. Nedávno uvedl SAP na trh i informační systém pro střední a malé firmy (SMB - Small and medium business) pod názvem SAP Business One a SAP HANA.

### Další souvislosti
- SAP obecně: ERP, SCM, CRM, SRM, SAP NetWeaver, ABAP
- Možné databáze: Oracle, IBM DB2, IBM DB/400, MaxDB(dříve SAP DB), MS SQL, Informix, SAP HANA
- Možné operační systémy: Linux, Unix, AIX, Solaris, HP-UX, AS/400, Windows